# Michaś Zuj
Michaś Zuj, biał. Міхась Зуй, Michaś Zuj (ur. 23 października 1909 w Wielkim Siole koło Dzisny, zm. 24 kwietnia 1995 w Sydney) – białoruski działacz narodowy, w latach 1987–95 prezydent Białoruskiej Centralnej Rady – ośrodka konkurencyjnego wobec rządu BRL w Kanadzie.
Uczył się w rosyjskiej szkole podstawowej w Dziśnie, jednak w związku z chorobą ojca w 1919 roku był zmuszony przerwać edukację. Później kształcił się w polskiej szkole, którą ukończył w 1928 roku. Wcześnie zaangażował się w działalność narodową – w 1932 roku założył lokalne Koło Młodzieży Wiejskiej, walczące o „wyzwolenie Zachodniej Białorusi spod jarzma polskiej szlachty” jak sam pisał w swojej biografii. W 1936 roku odbył krótki kurs na Wiejskim Uniwersytecie Społecznym w Wilnie.
W 1939 roku został agitatorem na usługach niemieckiego okupanta na terenach polskich Kresów – miał za zadanie przychylnie nastroić ludność do nowej, niemieckiej władzy. Podjął studia w technikum rolniczym w Głębokiem.